# Millettia tanaensis
Millettia tanaensis är en ärtväxtart som beskrevs av Jan Bevington Gillett. Millettia tanaensis ingår i släktet Millettia och familjen ärtväxter. Inga underarter finns listade i Catalogue of Life.